# Miguel de la Hoz
Miguel de la Hoz Romero (Cuenca, 1942 - Madrid, 22 de enero de 1981) fue un realizador de televisión español.

## Biografía
Desarrolló su actividad profesional en la cadena pública Televisión española, en su época la única existente en el país.
Su actividad se produjo siempre detrás de las cámaras, primero como ayudante de realización, en espacios emblemáticos de la cadena como La casa de los Martínez, a finales de la década de 1960.
Diez años más tarde, a finales de la década de 1970, pasó a desempeñar directamente tareas de realización, entre los que pueden mencionarse Cantares, espacio dedicado a repasar la historia de la copla en España, con presentación de Lauren Postigo.
Su último proyecto fue el programa infantil La mansión de los Plaff, junto a Enrique Nicanor, y que presentaba la actriz María Fernanda D'Ocón.
Falleció, según la prensa de la época, como consecuencia de una reyerta nocturna acaecida en un bar situado en la calle Blasco de Garay de Madrid.